# John Bell (läkare)
John Bell, född 12 maj 1763 i Edinburgh, död 15 april 1820 i Rom, var en skotsk kirurg och anatom; bror till Charles Bell och Andrew Bell.
Bell öppnade 1790 en privat anatomisal i Edinburgh och höll där mycket besökta föreläsningar. Han författade System of the Anatomy of the Human Body (1793-98, sjätte upplagan 1834), Discourses on the Nature and Cure of Wounds (1793-95) och Principles of Surgery (1801 och 1826-28). Dessa arbeten liksom det stora anatomiska planschverket Illustrating of the Anatomy of the Human Body (1794-1804) ställer Bell i främsta ledet av hans samtids anatomer.